# Biïsk
Biïsk (en rus Бийск) és una ciutat de Rússia al krai de l'Altai. Es troba a la riba del riu Bia no pas lluny de la confluència amb el riu Katun. És la segona ciutat més gran del territori després de Barnaül. El 2010 tenia 210.055 habitants.
Aquesta ciutat s'anomena les portes a les Muntanyes Altai, ja que no és gaire lluny d'aquesta serralada. L'autopista Txuiski comença a Biïsk i després passa per la República d'Altai a la frontera entre Rússia i Mongòlia.

## Història
La fortalesa de Bikatúnskaia (en rus Бикатунская) va ser fundada el 1707 prop de la confluència dels rius Bia i Katun per ordre del tsar Pere el Gran però, en un any, va ser cremada per una tribu nòmada local. La fortalesa va ser reconstruïda en un nou lloc a uns 20 km del riu Bia i el 1732 va ser reanomenada Bískaia (en rus Бийская). Biïsk va adquirir l'estatus de ciutat el 1782. El 1797 la ciutat va ser abolida però va ser restaurada el 1804 com una població (uiezd) del Governorat de Tomsk i va obtenir l'escut d'armes que encara usa.

## Economia

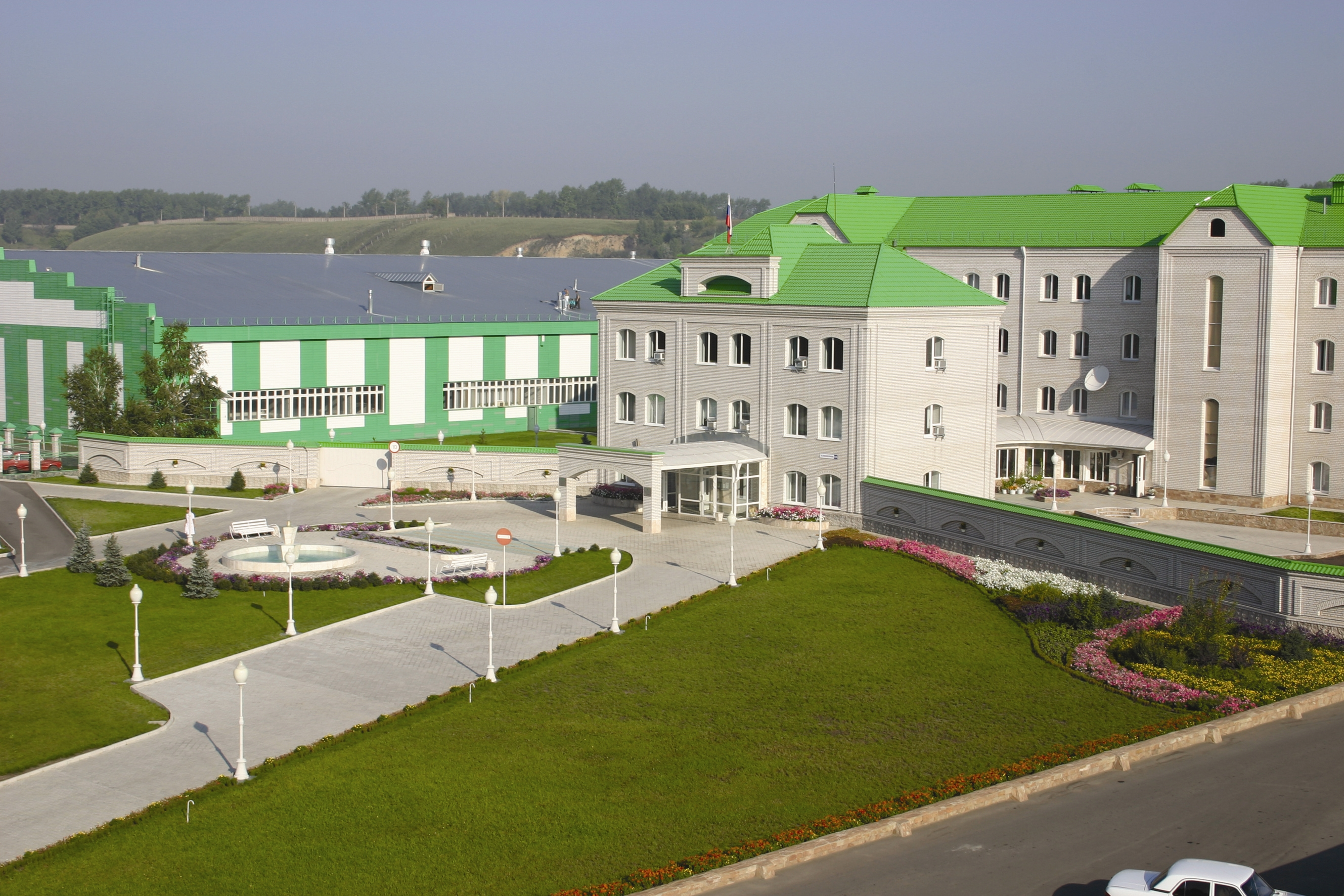
Edifici d'Evalar a Biïsk

La indústria de la ciutat va créixer ràpidament especialment després que algunes factories van ser evacuades de l'oest durant la Segona Guerra Mundial. després aquesta ciutat va ser un important centre de fabricació d'armes i de la producció d'acer i encara és un centre industrial. Evalar, una de les indústries faramacèutiques més grans de Rússia, té la seu a Biïsk.